# Copperheads
En la década de 1860, los Copperheads (literalmente, Cabezas de cobre), también llamados Demócratas de paz, fueron una facción de los Demócratas de la Unión que se opuso a la Guerra Civil de los Estados Unidos y proponía un acuerdo de paz inmediato con los Confederados.
Los republicanos empezaron a llamar a los demócratas pacifistas "cabezas de cobre," comparándolos con una serpiente venenosa de la especie Agkistrodon contortrix, cuyo nombre común es cabeza de cobre. Tales demócratas aceptaron el mote reinterpretando la “cabeza” de cobre como la imagen de la Libertad, que cortaban de las monedas de centavo grandes con la Cabeza de la Libertad y que lucían con orgullo como insignias. En comparación, los partidarios demócratas de la guerra eran llamados demócratas de guerra. Entre los copperheads notables estaban dos congresistas demócratas de Ohio: Clement L. Vallandigham y Alexander Long. Los fiscales republicanos acusaron a algunos copperheads prominentes de traición en una serie de juicios en 1864.
El movimiento de los copperheads fue un movimiento de base muy controvertida. Tenía su base más fuerte en la zona al norte del río Ohio, así como en algunos distritos étnicos urbanos. Historiadores como Wood Gray, Jennifer Weber o Kenneth Stampp han sugerido que representaba a un elemento tradicionalista que estaba alarmado por la rápida modernización de la sociedad patrocinada por el Partido Republicano y que buscó inspiración en la democracia jacksoniana. Según Weber, los copperheads afectaron el esfuerzo bélico de la Unión oponiéndose al servicio militar obligatorio (el "reclutamiento"), alentando la deserción y formando conspiraciones, pero otros historiadores afirman que el reclutamiento ya estaba en descrédito para la época y que los republicanos exageraron grandemente las conspiraciones por razones partidistas.
Para historiadores como Gray y Weber, los copperheads estaban inflexiblemente atados al pasado y eran ingenuos sobre la negativa de los confederados a regresar a la Unión. Convencidos de que los republicanos estaban arruinando el mundo tradicional que amaban, se habían convertido en partidistas obstruccionistas. A su vez, los copperheads se convirtieron en un blanco importante para el Partido de Unión Nacional en las elecciones presidenciales de 1864, en las que se les usó para desacreditar a los principales candidatos demócratas.
El apoyo a los copperhead aumentaba cuando los ejércitos de la Unión fracasaban y disminuía cuando obtenían grandes victorias. Después de la caída de Atlanta en septiembre de 1864, el éxito militar de la Unión parecía asegurado y el movimiento de los copperheads colapsó.

## Nombre
Un origen posible del mote provino de una nota periodística del New York Times de abril de 1861 que afirmaba que cuando los funcionarios postales en Washington D. C. abrieron una bolsa de correo proveniente de un estado que estaba en ese momento en la Confederación-
Un día o dos después, cuando una de las bolsas de correo, proveniente del sur a través de Alexandria, fue vaciada en el patio de la oficina de correos, una caja cayó y se abrió, – de la cual dos cabezas de cobre, una de cuatro pies y medio de larga y otra de tres pies, salieron. La más grande estaba adormilada y se le mató fácilmente; la otra era muy activa y venenosa, y solo se le mató con dificultad y peligro. ¿Qué tenemos que pensar de gente que recurre a tales armas de guerra?

## Agenda

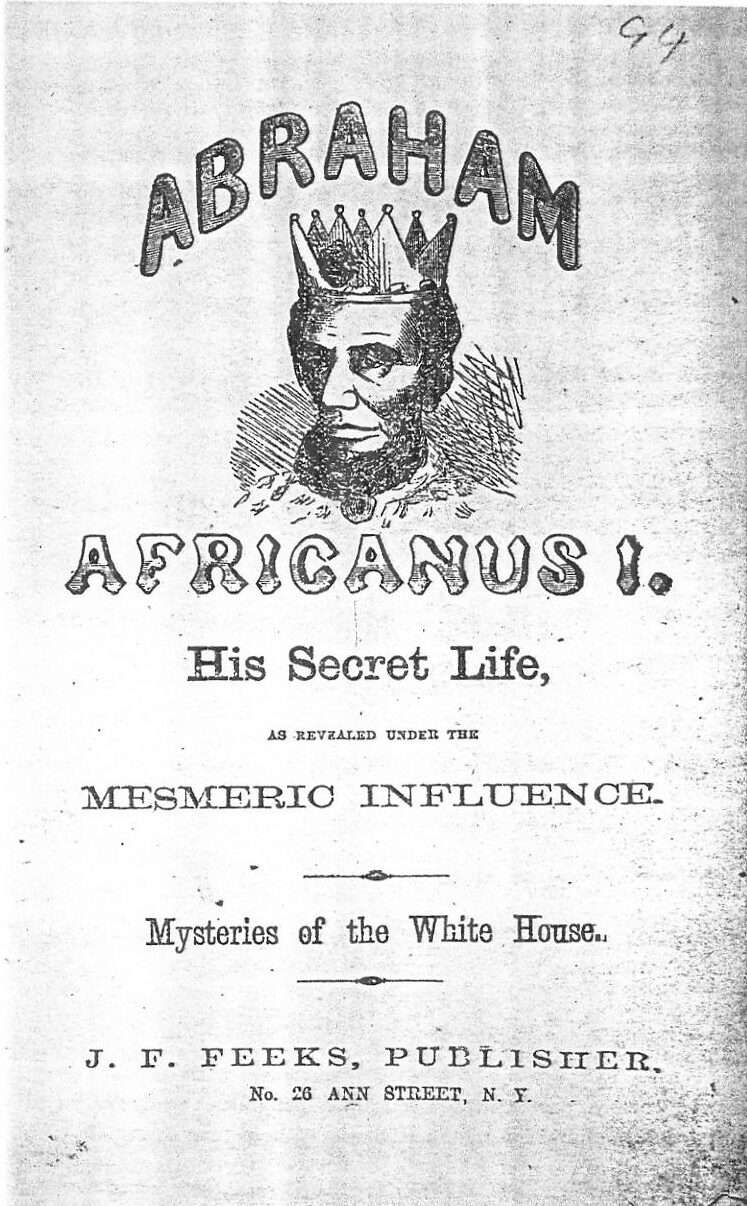
Panfleto copperhead de 1864 hecho por Charles Chauncey Burr, editor de revista de la ciudad de Nueva York

Durante la guerra civil estadounidense (1861-1865), los copperheads apoyaron de nombre a la Unión pero se oponían firmemente a la guerra, de la que culpaban a los abolicionistas, y exigían paz inmediata a la vez que se oponían a los proyectos de ley a favor del reclutamiento obligatorio. Querían sacar del poder al presidente Abraham Lincoln y los republicanos, pues veían al presidente como un tirano que destruía los valores republicanos estadounidenses a través de actos despóticos y arbitrarios.
Algunos copperheads intentaron persuadir a soldados de la Unión para que desertaran. Hablaban de ayudar a los prisioneros de guerra confederados a tomarse sus campamentos y escapar. En ocasiones se reunieron con agentes confederados y les recibieron dinero. La Confederación alentaba sus actividades siempre que fuera posible.

## Periódicos
Los copperheads tenían bajo su control numerosos periódicos importantes, pero los editores nunca formaron una alianza. En Chicago, Wilbur F. Storey convirtió al Chicago Times en el enemigo más injurioso de Lincoln. El Journal of Commerce de Nueva York, originalmente abolicionista, fue vendido a propietarios que se convirtieron en copperheads, lo que les dio una voz importante en la ciudad más grande. Un editor típico fue Edward G. Roddy, propietario del Genius of Liberty de Uniontown, Pensilvania. Era un demócrata intensamente partidista que veía a los afroamericanos como una raza inferior y a Lincoln como un déspota y un tonto. Si bien apoyó el esfuerzo bélico en 1861, culpaba a los abolicionistas por prolongar la guerra y denunciaba que el gobierno era cada vez más despótico. En 1864, pedía la paz al precio que fuera.[cita requerida]
El Metropolitan Record de John Mullaly era el periódico católico oficial de la ciudad de Nueva York. Reflejando la opinión de los irlandeses estadounidenses, apoyó la guerra hasta 1863 antes de convertirse en un órgano de difusión de los copperhead. En primavera y verano de 1863, el periódico instó a sus lectores irlandeses de clase obrera a oponer resistencia armada al reclutamiento aprobado por el Congreso a principios de año. Cuando comenzó el reclutamiento en la ciudad, estadounidenses de origen europeo de la clase obrera, en su mayoría irlandeses, respondieron con violentos disturbios del 13 al 16 de julio, linchando, golpeando y matando a machetazos a más de 100 neoyorquinos negros y quemando negocios e instituciones propiedad de negros, entre ellas un orfanato para 233 niños negros. El 19 de agosto de 1864, John Mullaly fue arrestado por incitar a la resistencia al reclutamiento.
Incluso en una era de periodismo extremadamente partidista, los periódicos copperhead fueron notables por su retórica airada. El editor de periódico Marcus M. Pomeroy, de Wisconsin, del La Crosse Democrat, se refiría a Lincoln como "Hongo nacido del útero corrupto de la intolerancia y el fanatismo" y como el "peor tirano y el carnicero más inhumano que ha existido desde la época de Nerón [...] El hombre que vote por Lincoln es ahora un traidor y asesino [...] Y si es elegido para gobernar mal por otros cuatro años, confiamos en que alguna mano valiente le traspasará el corazón con la punta de una daga por el bien público."

## Resistencia de loscopperhead

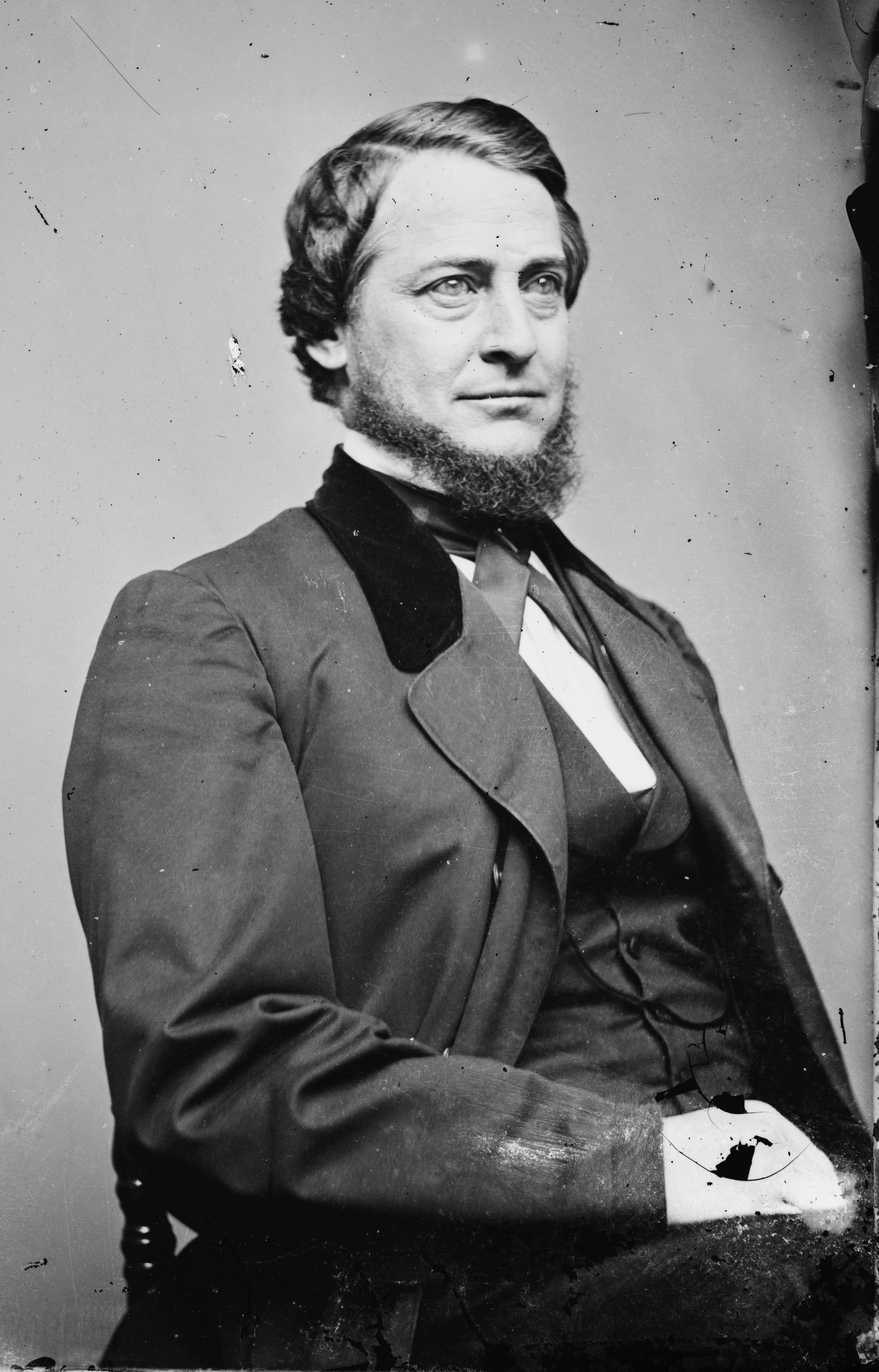
Clement Vallandigham, líder de los copperheads, acuñó el lema: "Mantener la Constitución como está y restaurar la Unión como era."

Los copperheads a veces hablaban de resistencia violenta y en algunos casos empezaron a organizarse. Sin embargo, nunca realizaron en realidad ningún ataque organizado. Como opositores a la guerra, los copperheads eran sospechosos de deslealtad y sus líderes fueron ocasionalmente arrestados y detenidos durante meses en prisiones militares sin juicio. Un ejemplo famoso fue la Orden General Número 38 de 1863, del general Ambrose Burnside, emitida en Ohio, que tipificaba como delito (a ser juzgado en un tribunal militar) el criticar la guerra de cualquier manera. La orden se utilizó para arrestar al congresista de Ohio Clement L. Vallandigham cuando criticó a la orden misma. No obstante, Lincoln conmutó su pena exigiendo que fuese exiliado a la Confederación.
Probablemente el grupo más grande de copperheads fueron los Caballeros del Círculo Dorado (Knights of the golden circle). Creado en Ohio en la década de 1850, se politizó en 1861. Fue reorganizado como la Orden de los Caballeros Estadounidenses en 1863 y de nuevo a comienzos de 1864 como la Orden de los Hijos de la Libertad, de la que Vallandigham era el comandante. Uno de sus líderes, Harrison H. Dodd, abogaba por el derrocamiento violento de los gobiernos de Indiana, Illinois, Kentucky y Misuri en 1864. Los líderes del Partido Demócrata y una investigación federal dieron al traste con su conspiración. A pesar de este revés de los copperheads, las tensiones se mantuvieron altas. El motín de Charleston tuvo lugar en Illinois en marzo de 1864. Los republicanos de Indiana luego utilizaron la revelación sensacionalista de una conspiración copperhead contra la guerra por parte de elementos de los Hijos de la Libertad para desacreditar a los demócratas en las elecciones a la Cámara de 1864. El juicio militar de Lambdin P. Milligan y otros Hijos de la Libertad sacó a la luz varios planes para liberar a los prisioneros confederados que estaban detenidos en el estado. Los culpables fueron condenados a la horca, pero la Corte Suprema intervino ex parte Milligan, afirmando que deberían haber recibido juicios civiles.
La mayoría de los copperheads participaron activamente en política. El 1 de mayo de 1863, el excongresista Vallandigham declaró que la guerra no se libraba para salvar a la Unión, sino para liberar a los negros y esclavizar a los blancos del sur. El ejército lo arrestó entonces por manifestar simpatía por el enemigo. Fue sometido a una corte marcial por parte del ejército y sentenciado a prisión, pero Lincoln conmutó la sentencia a un destierro detrás de las líneas confederadas. Con todo, los demócratas lo nominaron para gobernador de Ohio en 1863. Hizo campaña desde Canadá, pero perdió tras una intensa batalla. Operó tras bastidores en la convención demócrata de 1864 en Chicago. Esta convención adoptó una plataforma en gran parte copperhead y escogió al representante de Ohio George Pendleton (un conocido demócrata de paz) como candidato a vicepresidente. Sin embargo, escogió un candidato presidencial pro-guerra, el general George B. McClellan. Esta contradicción debilitó gravemente las posibilidades del partido de derrotar a Lincoln.

## Características
Los valores de los copperheads reflejaban la democracia jacksoniana de una sociedad agraria anterior. El movimiento copperhead atrajo a sureños que se habían establecido al norte del río Ohio, así como a los pobres y comerciantes que habían perdido el lucrativo comercio con el sur. Eran más numerosos en zonas fronterizas, entre ellas zonas del sur de Ohio, Illinois e Indiana (en Misuri, grupos similares eran en cambio confederados declarados).
El movimiento tenía bases de apoyo dispersas fuera de la parte baja del medio oeste. Había un elemento copperhead en Connecticut que dominaba al Partido Demócrata local. La coalición copperhead incluía a muchos católicos irlandeses-estadounidenses en ciudades del este, pueblos molineros y campamentos mineros (especialmente en los campos de carbón de Pensilvania). También eran numerosos en áreas católicas alemanas en el medio oeste, especialmente en Wisconsin. El historiador Kenneth Stampp describió el espíritu 'copperhead' en su descripción del congresista Daniel W. Voorhees de Indiana: 

Había una cualidad terrenal en Voorhees, "el alto sicomoro del Wabash." En el estrado, su temperamento ardiente, su apasionado partidismo y su conmovedora elocuencia tuvieron un atractivo irresistible para la Democracia occidental [es decir, el Partido Demócrata]. Sus amargos gritos contra los aranceles protectores y los bancos nacionales, sus intensos prejuicios raciales, sus sospechas respecto a los yanquis del este, su devoción por la libertad personal, su defensa de la Constitución y de los derechos de los estados reflejaban fielmente las opiniones de sus electores. Al igual que otros jacksonianos agraristas, se oponía a la revolución política y económica entonces en curso. Voorhees idealizaba un modo de vida que, en su opinión, estaba siendo destruido por los actuales gobernantes de su país. Sus audaces protestas contra estas peligrosas tendencias le convirtieron en el ídolo del partido demócrata del Valle del Wabash.

## Historiografía
Dos cuestiones han sido centrales en la historiografía sobre los copperheads, "¿qué tan seria amenaza representaban para el esfuerzo de guerra de la Unión y, por lo tanto, para la supervivencia de la nación?" y "¿en qué medida y con qué justificación la administración de Lincoln y otros funcionarios republicanos violaron libertades civiles para contener la amenaza percibida?"
El primer libro dedicado a un tratamiento académico de los copperheads apareció en 1942. En The Hidden Civil War (La guerra civil oculta), Wood Gray denunció el "derrotismo" de los copperheads. Argumentó que sirvieron de manera deliberada a los objetivos de guerra de la Confederación. También en 1942, George Fort Milton publicó Abraham Lincoln y the Fifth Column (Abraham Lincoln y la quinta columna), que condenaba igualmente a los traicioneros copperheads y elogiaba a Lincoln como defensor modelo de la democracia.
Gilbert R. Tredway, profesor de historia, en su estudio de 1973 Democratic Opposition to the Lincoln Administration in Indiana (Oposición democrática a la administración de Lincoln en Indiana) encontró que la mayoría de demócratas de Indiana eran leales a la Unión y deseaban la reunificación nacional. Documentó sobre condados demócratas en Indiana que superaron a condados republicanos en reclutamiento de soldados. Tredway encontró que el sentimiento copperhead era poco común entre los demócratas de base en Indiana.
Los principales historiadores a favor de los copperheads son Richard O. Curry y Frank L. Klement. Klement dedicó la mayor parte de su carrera a desacreditar la idea de que los copperheads representaban un peligro para la Unión. Klement y Curry han restado importancia a las actividades traidoras de los copperheads, argumentando que estos eran tradicionalistas que se resistían ferozmente a la modernización y querían volver a las viejas costumbres. Klement sugirió en la década de 1950 que las actividades de los copperheads, en particular su supuesta participación en sociedades secretas traidoras anti-unión, fueron en su mayoría inventos falsos de maquinarias de propaganda republicanas diseñadas para desacreditar a los demócratas en época de elecciones. Curry interpreta a los copperheads como tradicionalistas pobres luchando contra los ferrocarriles, los bancos y la modernización. En su historia estándar Battle Cry of Freedom (1988), James M. McPherson afirmó que Klement había llevado "el revisionismo un poco demasiado lejos. Había algo de fuego real tras esa cortina de humo de propaganda republicana."
Copperheads de Jennifer Weber (2006) concuerda más con Gray y Milton que con Klement. Según la autora, en primer lugar el sentimiento antibelicoso del norte era fuerte, tan fuerte que los Demócratas de paz estuvieron cerca de tomar el control de su partido a mediados de 1864. En segundo lugar, muestra que el sentimiento de paz llevó a profundas divisiones y ocasional violencia en todo el norte. En tercer lugar, Weber concluyó que el movimiento por la paz deliberadamente debilitó el esfuerzo militar de la Unión al socavar tanto el alistamiento como el funcionamiento del reclutamiento. En efecto, Lincoln tuvo que desviar tropas de combate para retomar el control de la ciudad de Nueva York de manos de los alborotadores anti-reclutamiento en 1863. Cuarto, Weber demuestra cómo las actitudes de los soldados de la Unión afectaron las batallas partidistas en sus lugares de origen. El rechazo de los soldados al movimiento copperhead y su abrumador apoyo a la reelección de Lincoln en 1864 fueron decisivos para asegurar la victoria del norte y la preservación de la Unión. El atractivo que ejercían los copperheads, argumenta, subía y bajaba de acuerdo con los fracasos y éxitos de la Unión en el campo de batalla. 

## Demócratascopperheadnotables
- Jesse D. Bright de Indiana
- Henry Clay Dean de Virginia
- Alexander Long de Ohio
- Edson B. Olds de Ohio
- George Pendleton de Ohio
- Horatio Seymour de Nueva York
- Fernando Wood de Nueva York
- James Brooks de Nueva York
- Clement Vallandigham de Ohio
- William Allen de Ohio
- Daniel W. Voorhees de Indiana
- Joseph W. White de Ohio
- George W. Woodward de Pensilvania
- Carter Harrison Sr. de Illinois
- James C. Robinson de Illinois
- Marcus M. Pomeroy de Wisconsin
- Wilbur F. Storey de Illinois
- William Taylor Davidson de Illinois
- Lewis W. Ross de Illinois
- Nathan Lord Presidente de Dartmouth College
- Henry C. Dean de Iowa
- William A. Wallace de Pensilvania

## Lectura complementaria
- Calhoun, Charles W. "The Fire in the Rear", Reviews in American History (2007) 35#4 pp. 530–537 10.1353/rah.2007.0078 online; Historiography.
- Cowden, Joanna D. "The Politics of Dissent: Civil War Democrats in Connecticut", The New England Quarterly, 56#4 (December 1983), pp. 538–554 in JSTOR.
- Cowden, Joanna D., "Heaven Will Frown on Such a Cause as This": Six Democrats Who Opposed Lincoln’s War. (UP of America, 2001). xviii, 259pp.
- Curry, Richard O. "Copperheadism and Continuity: the Anatomy of a Stereotype", Journal of Negro History (1972) 57(1): 29–36. in JSTOR.
- Curry, Richard O. "The Union as it Was: a Critique of Recent Interpretations of the 'Copperheads'". Civil War History 1967 13(1): 25–39.
- George, Joseph Jr. "'Abraham Africanus I': President Lincoln Through the Eyes of a Copperhead Editor". Civil War History 1968 14(3): 226–239.
- George, Joseph Jr. "'A Catholic Family Newspaper' Views the Lincoln Administration: John Mullaly's Copperhead Weekly". Civil War History 1978 24(2): 112–132.
- Gray, Wood. The Hidden Civil War: The Story of the Copperheads (1942), enfatiza la actividad traicionera.
- Hershock, Martin J. "Copperheads and Radicals: Michigan Partisan Politics during the Civil War Era, 1860–1865", Michigan Historical Review (1992) 18#1 pp. 28–69.
- Kleen, Michael, "The Copperhead Threat in Illinois: Peace Democrats, Loyalty Leagues, and the Charleston Riot of 1864", Journal of the Illinois State Historical Society (2012), 105#1 pp. 69–92.
- Klement, Frank L. The Copperheads in the Middle West (1960).
- Klement, Frank L. The Limits of Dissent: Clement L. Vallandigham and the Civil War (1998).
- Klement, Frank L. Lincoln's Critics: The Copperheads of the North (1999).
- Klement, Frank L. Dark Lanterns: Secret Political Societies, Conspiracies, and Treason Trials in the Civil War (1984).
- Landis, Michael Todd. Northern Men with Southern Loyalties: The Democratic Party and the Sectional Crisis. Ithaca, NY: Cornell University Press, 2014.